# Работоргівля
Работоргівля — продаж і купівля людей у рабство. З розвитком суспільної моралі работоргівля трансформувалася з привілею в злочин, втратила масовий характер, але, все ж, не зникла повністю.
Зародження работоргівлі сягає часів, які не збереглися в письмовій історії. Усні перекази, записані набагато пізніше, вже згадують про її існування. Найдавніші джерела Єгипту і Межиріччя свідчать, що рабство, а з ним і торгівля рабами, складали помітну, якщо не визначну, частину економіки держав давнини.
Продаж рабів на ринку в Ємені. У стародавні часи раби — африканці вивозилися в Єгипет, Фінікію, Грецію, Рим. Пізніше араби стали вивозити їх у Північну Африку, Аравію, Туреччину, Персію. В XIX столітті головним центром арабської работоргівлі стали Занзібар і Єгипет. Звідси работорговці відправлялися з озброєними загонами вглиб Африки — в країни по верхів'ях Ніла і Конго і в область Великих озер, виробляли там спустошливі набіги, засновували, місцями, укріплені станції і доставляли рабів до прибережних пунктів східної Африки. Заборона наприкінці XIX століття англійським урядом работоргівлі в Єгипті, європейська колонізація тропічної східної Африки і заходи, вжиті бельгійською владою Конго, привели до різкого скорочення арабської работоргівлі і перетворенню її в незаконну. У такому вигляді вона тривала все XX століття. У Саудівській Аравії рабство офіційно скасували тільки в 1962 році, втім як кримінальний бізнес, торгівля рабами і рабинями триває там і в інших країнах Аравії та Арабського світу і нині.

## Работоргівля в Україні
Про работоргівлю на теренах сучасної Україні можна говорити принаймні з VII сторіччя до нашої ери. Саме тоді племена скіфів, витіснили з вітчизняних степів кімерійців. А за кілька десятиріч після цього біля чорноморських берегів з'явилися кораблі греків, які шукали зручні місця для заснування своїх поселень, в яких активно використовували працю рабів. Їм іх і продавали скіфам, що захоплювали полонених у війнах із сусідами, або змушували їх платити «данину людьми». Із часом потік невільників із Східної Європи до Середземномор'я зростав. Час від часу на ринки рабів потрапляли і самі скіфи. Скажімо, після перемоги Філіппа II Македонського над їхнім царем Атеєм у полоні опинилися одразу 20 тисяч кочовиків — яких збули як «живий товар».
Коли скіфів розгромили сармати, вони продали захоплених ним чоловіків, жінок і дітей грецьким работорговцям. Сармати перебрали до свої рук й постачання невільників з півночі — пращурів нинішніх слов'ян. В сарматів бранців купували мешканці елліністичних держав, а потім — і Римської імперії.
З початком Великого переселення народів і дезорганізацією Римської імперії попит на рабів впав, проте із зміцненням Візантійської імперії і після арабських завоювань ринок «живого товару» знову ожив. І Східна Європа швидко перетворилася чи не на головного його постачальника, конкуруючи хіба що з транссахарською Африкою. Цьому, між іншим, сприяло й поширення християнства та ісламу. Адже обидві релігії засуджували утримання в рабстві одновірців (християнство — християн, хоча й з певними винятками, іслам — мусульман). А тодішні східні європейці, слов'яни й тюрки, були у більшості своїй язичниками. Тож з VII сторіччя саме слов'яни складали левову частку невільників, яких везли на продаж.
Ібн Хордадбех стверджував, що торгівля східноєвропейськими рабами була монополізована раданітами, єврейськими купцями, які завдяки своїм зв'язкам із громадами одновірців в Європі, на Близькому та Далекому Сході мали в своєму розпорядженні розгалужену мережу торговельних шляхів, що охоплювала величезний простір — від Китаю до Іспанії. Зазвичай самі раданіти невільників не захоплювали. Їх їм продавали тюрки або німці, що безперервно воювали зі слов'янами, або ж самі слов'янські князі, що таким чином добували гроші для купівлі інших престижних товарів або зброї.
Работоргівля видавалася настільки вигідною справою, що вже невдовзі її опанували і мешканці Скандинавії — нормани. На відміну від тих же раданітів, вони могли захоплювати невільників й самі — під час розбійницьких набігів. Найдоступнішими для них і багатшими на «живий товар» для вікінгів була Балтика та ліси Східної Європи. Звідки рабів можна було вивозити на Захід. Саме завдяки норманським «поставкам» в багатьох європейських мовах слово «раб» і досі є співзвучним слову «слов'янин».
Досить швидко обидві «торговельні мережі» почали перетинатися і зливатися. Ібн Русте стверджував, що «мисливці на людей» з Півночі збували свій «товар» в Булгарії та Хазарії раданітам, які везли куплених невільників своїм споживачам на Південь. Сам Ібн Русте називає продавців «руссю». Для полегшення свого «промислу» обидва утворення були зацікавлені у державній підтримці. В Хазарському каганаті величезний вплив мали раданіти, в той час як норманські династії підпорядкували собі (або ж просто «створили з гори») слов'янські князівства Східної Європи, найважливішим з яких було Київське.
Для володарів з династії Рюриковичів работоргівля була одним з головних джерел їхніх доходів — це підтверджують як договори Русі з Візантією, так і детальний опис цієї «індустрії» імператором Константином VII Порфіроґенетом. Та й в народній пам'яті залишилися згадки про систематичний збір «данини людьми» — «рогатими козами», які приходять за «малими дітьми». Розгром князем Святославом Хазарського каганату був свідомим знищенням конкурента. Київський володар після цього намагався перенести центр свого князівства на Дунай — зокрема й для того, щоб полегшити торгівлю «челяддю» з Русі. Християнізація слов'ян завдала работоргівлі найбільшого удару. Охрещені князі вже й самі не могли торгувати невільниками як раніше, і іншим вже не дозволяли.
Відтак провідна роль в работоргівлі на сході Європи знову перейшла до кочовиків — печенігів і половців, пам'ять про яких в народних переказах збереглися в образах Змія Горинича і Тугарина Змієвича, особливо ласих до дівчат, — бо саме на них на невільничих ринках був найбільший попит. Водночас кочовики захоплювали бранців не лише в християнських державах, а й під час воєн між собою. Такі невільники були язичниками, і до їхньої купівлі ставлення було «поблажливішим». Поступово частка тюрків у загальному потоці рабів, що йшов із Причорномор'я, збільшувалася.
З XII сторіччя чорноморську работоргівлю до свої рук перебрали італійські купці — насамперед венеційці і генуезці. Цьому сприяв підвищений попит на рабів в самій Італії, де в цей час бурхливо розвивалися міста і не вистачало робочих рук. Але продавали рабів торговці не лише до Італії, а й на Близькій Схід. З рабів, захоплених в причорноморських степах, формували своє військо, зокрема, єгипетські султани. З Криму до Каїру потрапили й майбутні володарі Єгипту — Кутуз і Бейбарс.
Коли половці були розгромлені монголами, це збільшило обсяги работоргівлі. Проте, коли володарі Золотої Орди прийняли іслам, торгівля одновірцями стала неможливою. Італійським посередникам почали пропонувати русинів, яких захоплювали під час каральних експедицій, а іноді й звичайних грабіжницьких нападів на прикордонні князівства. Зрештою, щонайменше з 1430 року кочовики почали здійснювати походи, в яких захоплення бранців стало вже головною метою.
Після розпаду Золотої Орди, утворення Кримського ханату та падіння Константинополя османи вигнали італійців із Чорного моря і взяли работоргівлю в свої руки. Походи за бранцями, або ж «ясирем» перетворилися на справжній «промисел» — в якому брали участь як організовані орди, так і зібрані нашвидкуруч невеликі ватаги кочовиків, насамперед з ногаїв. Напади «людоловів» були настільки регулярними, що не лише українські степи, а й значною мірою лісостеп за кілька десятиріч були спустошені та перетворилися на Дике Поле. До кінця XV сторіччя у рабство потрапили щонайменше 200 тисяч людей.
Зрозуміло, що під час воєн в полон потрапляли і самі кримці, і їх також зазвичай не вбивали, а перетворювали на рабів. Час від часу військові залоги здійснювали напади на кочовиків, яких так само забирали в неволю. На Півночі цілком в дусі раннього середньовіччя продовжували полювати і на «язичників» — і здобутих бранців продавали тим же кримським та османським работорговцям. Їм же часто збували свою здобич й козаки, щонайменше донські. Відомо, що росіяни продали туркам навіть полонених з Ліфляндії після Північної війни. Хоча, в цілому потік таких рабів був нерегулярним і незрівнянно меншим за ясир, який «добували» мало не з «промисловим» розмахом.
Загальний обсяг работоргівлі в Україні XV—XVIII сторіч встановити важко. Проте, на думку більшості дослідників, лік йде на мільйони — не одночасно, зрозуміло. Більша частина «живого товару» йшла до Туреччини. Господарство Криму просто не потребувало великої кількості невільників, до того ж тут час траплялися посухи, під час яких доводилося витрачати раніше накопичені запаси, а відтак годувати доводилося й рабів. Попри це вже в середині XVII сторіччя кількість нащадків бранців, захоплених під час походів за ясиром, сягала на півострові 900 тисяч чоловік і продовжувала зростати.
За умовами Карловицького миру 1699 року османський султан взяв на себе зобов'язання «вгамувати» апетити своїх підданих і союзників. Але насправді походи за ясиром тривали до самого кінця XVIII сторіччя — останній зафіксований в письмових джерелах аж у 1769 році.
У 1783 році Катерина II відновила в підвладних Росії українських землях кріпацтво, яке, зокрема, передбачало й можливість торгівлі кріпаками. Звісно, обсяги такої торгівлі були значно меншими, аніж на невільничих ринках Середземномор'я, але вона тривала ще кілька десятиріч. Скасували кріпацтво в Російській імперії лише у 1861 році.

## Середньовіччя
Работоргівля була важливою частиною екстенсивної економіки середньовічних держав, створених кочівниками, таких як Арабський халіфат, Золота Орда, Кримське ханство і Османська імперія. Монголо-татари, що звернули величезні маси підкореного населення в рабство, продавали рабів як мусульманським купцям, так і італійським торговцям, які володіли з середини XIII-го століття колоніями в північному Причорномор'ї (Кафа (нині Феодосія) з 1266, Воспоро, Чембало, Тана (Азов), на константинопольському ринку (для заповнення веслярів на галерах) та ін
Один з найбільш жвавих шляхів работоргівлі вів з азовської Тани в Дамиетту в Єгипті, в гирлі Ніла. За рахунок рабів, вивезених з Причорномор'я, поповнювалася мамлюкска гвардія багдадських Аббасидів і каїрських Айюбідів. Знаменитий мамлюкський султан Бейбарс, який розгромив монголів в 1259, був рабом з Причорномор'я, імовірно кипчаків, проданим татаро-монголами в Єгипет. Кримське ханство, яка прийшла монголо-татар у північному Причорномор'ї, також активно займалося работоргівлею. Основний ринок рабів перебував у місті Кафа. Раби, захоплені кримськими загонами в Польсько-Литовській державі, в Московії, на Північному Кавказі продавалися переважно в мусульманські країни Передньої Азії. Після великих набігів на Русь в 1521 і в 1571 в рабство були продані до 100 тисяч полонених. Великий центр работоргівлі знаходився в Астраханському ханстві, де продавалися раби, захоплені ногайцями і Казанським ханством. Значна частина рабів, захоплених кочівниками, продавалася в Османську Туреччину. З рабів поповнювалася яничарська гвардія і султанська адміністрація.
Крім того, в Османську імперію потрапляли африканські раби, переправлені до центрів арабської работоргівлі (як, наприклад, Фес) або у портові міста Абісинії по транссахарських торгових шляхах.
Картина С. В. Іванова «Торг у країні східних слов'ян».
Работоргівля в Західній Європі існувала на всьому протязі Середніх століть, зокрема нею займалися скандинавські вікінги і італійські купці. Генуезці і венеційці, що володіли торговими факторіями на Чорному та Азовському морях, купували рабів (слов'ян, тюрків, черкесів) і продавали їх у країни Середземномор'я, як мусульманські, так і християнські. Слов'янські раби відзначаються в XIV столітті в нотаріальних актах деяких італійських і південнофранцузских міст (Руссільон).

## Європа та Америка

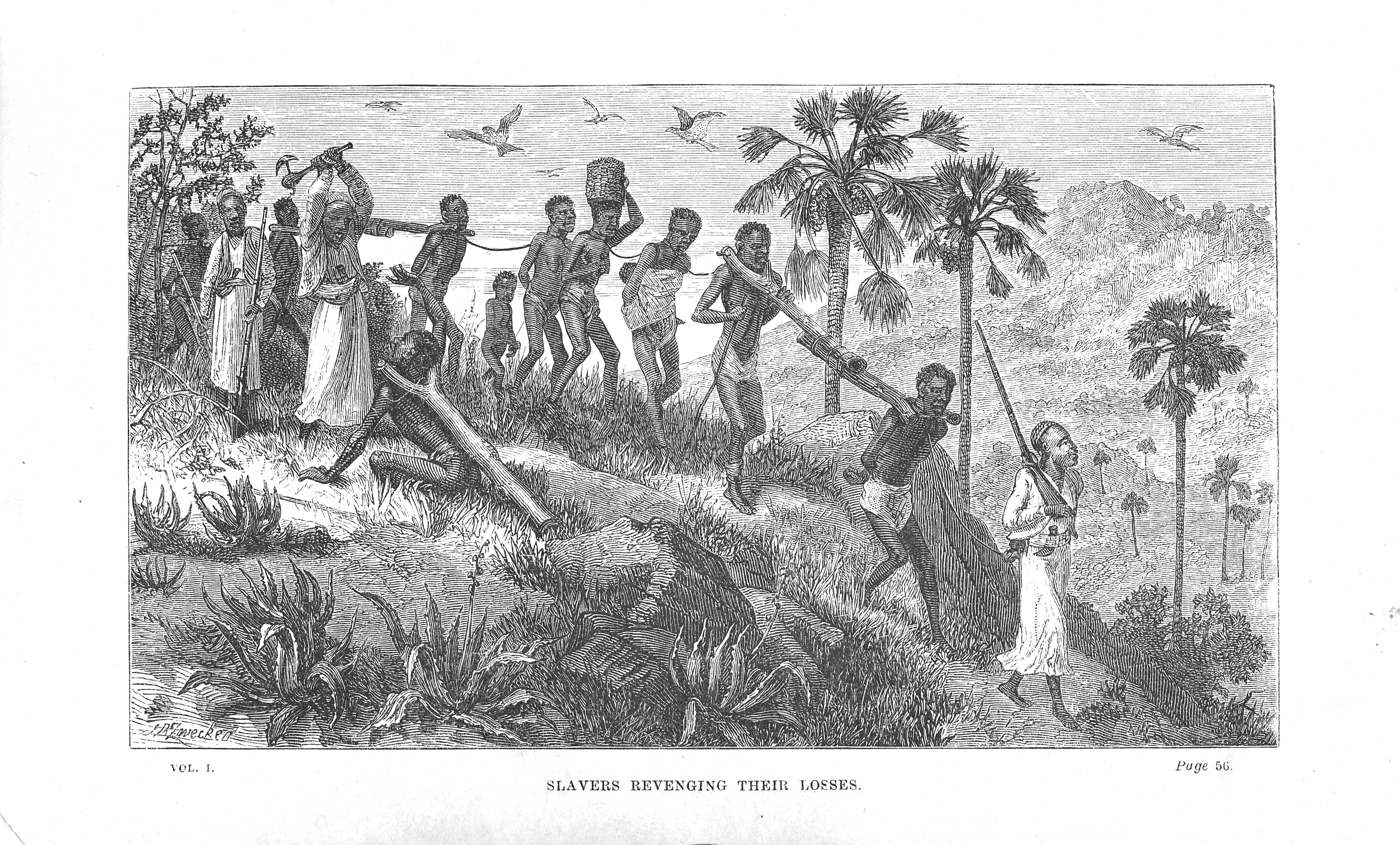
Валка африканців, захоплених у рабство арабськими купцями, гравюра 1866 року.

У Західну Європу раби стали ввозитися перш за все португальцями з Африки в середині XV століття, а з початку XVI століття іспанці почали доставляти їх в Вест-Індію, португальці — в Бразилію. Протягом XVI—XVII століть торгівля рабами становила королівський привілей, передавалася приватним особам, здебільшого як монополія, із зобов'язанням доставити в колонії певну кількість рабів у певний час. Розквіт торгівлі неграми пішов з основою великих торгових компаній в Голландії, Франції і Англії (1621—1631 рр..), які отримали привілеї на вивезення рабів із західної Африки, на просторі від тропіка Рака до мису Доброї Надії.
У 1698 році англійський парламент дозволив приватним особам займатися работоргівлею.
В результаті плавань Генріха Мореплавця у другій чверті XV століття в Португалію була доставлена невелика партія чорношкірих жителів Західної Африки. Деякі з них залишилися жити при дворах знатних осіб, деякі були продані на невільницькому ринку. Генріх тут же ввів державну монополію на торгівлю чорними невільниками.
А 1452 року папа римський Микола V своєю буллою санкціонував захоплення португальцями африканських земель і звернення їх жителів у рабство.
1510 року перші 250 африканців з узбережжя Гвінейської затоки були доставлені на золоті копальні Еспаньйоли, в іспанські володіння в Південній Америці. На територію Гондурасу і Гватемали рабів вперше привезли в 1526, Колумбії — 1533.
Вивіз рабів з Африки, їх продаж у Південній Америці, покупка на виручені гроші цукру та іншої сировини з метою торговельного обміну на ром та інші продукти Північноамериканських колоній, а потім продаж експортних товарів у Європі виявилися вельми прибутковою справою.
Така схема була названа «Торгівлею по золотому трикутнику». Ціна будь-якого товару (будь то раби, ром або цукор) на кожній ланці цієї торгової ланцюга після перевезення зростала у кілька десятків разів, не тільки покриваючи торгові витрати, але й забезпечуючи збагачення торговим ділкам.
У північноамериканських колоніях, особливо у Вірджинії, англійці спочатку використовували як рабів шотландських і ірландських військовополонених. Африканці були вперше завезені в 1620 році, причому англійське уряд нав'язав їх колоніям, ввівши монополію. Поступово розвинулася ціла система негроторговлі. Полювання за неграми або покупка їх за безцінь у прибережних племен стала особливою професією. Раби виводилися до берега караванами, пов'язані по руках і з накладеними на шиї дерев'яними розвилками; потім їх навантажували масами на кораблі і доставляли в американські порти. Велика кількість їх гинуло від тісноти, хвороб, поганого харчування. Всього в британські колонії в Північній Америці, а пізніше в США було доставлено близько 13 мільйонів рабів з Африки [джерело не вказано 979 днів], але на кожного живого раба доводилося по 3-4 загиблих під час «полювання на людей» і транспортування. Згідно з деякими оцінками, до заборони работоргівлі в XIX столітті з країн Африки було вивезено більше 14 мільйонів чоловік.
Негри в британських колоніях Північної Америки використовувалися переважно в плантаційному господарстві, наприклад, при вирощування бавовни.
Жалюгідна доля негрів-рабів стала викликати протести ще в XVIII столітті. У Великій Британії політичний рух за скасування работоргівлі розгорнулося в XVIII столітті. Перший білль про заборону работоргівлі був внесений Вільямом Вілберфорсом (William Wilberforce, 1759—1833) в Парламент в 1791 році, але не був підтриманий більшістю голосів. В 1798 році виникло перше протиневільниче товариство «Африканська Асоціація». На його вимогу британський Парламент призначив комісію для дослідження становища африканських рабів, результатом чого став перший акт для полегшення їхнього становища. Стимулом для широкої дискусії про становище рабів у колоніях стала автобіографія Олауда Еквіано, хоча, як вважають сучасні дослідники, багато що в його книзі вигадано.
Звільнення негрів викликало спочатку занепад деяких колоній, але становище швидко нормалізувався за рахунок залучення вільнонайманих негрів, кулі та китайців. У французьких колоніях деякі заходи до полегшення становища рабів були прийняті в так званому «Code noir» 1685 і 1724. В ході Французької революції в 1794 було проголошено загальне звільнення, але фактично воно відбулося лише на Гаїті в результаті перемоги повстання рабів. В інших французьких колоніях рабство було відновлено, і було остаточно скасовано тільки в ході революції 1848 року. На Кубі, яка була Іспанською колонією, з 1 650 тис. населення налічувалося 530 тис. кольорового. Звільнення рабів сталося там пізніше, ніж у США, де воно здійснилося в результаті громадянської війни між Північними і Південними штатами, що закінчилася в 1865.
Емблема Британського товариства, що виступає проти рабства та работоргівлі (British Anti-Slavery Society), 1795 р.
25 березня 1807 року британський Парламент прийняв «Акт про скасування работоргівлі» (Abolition of the Slave Trade Act).
В 1823 заборонено перевезення рабів з однієї колонії в іншу, в 1834 — зобов'язання повного звільнення через чотири роки. Раніше торгівля неграми була прирівняна до піратства: військові кораблі проводили огляди торгових суден у Атлантичному океані.
На міждержавному рівні негроторговля вперше відкрито засуджена була від імені міжнародної спілки на конгресах: Віденському (1815) і Веронському 1822−1823), але в той час постанови конгресів до жодних позитивних результатів не привели. Всі старання Великої Британії в цьому напрямку розбилися об протидію Іспанії та Португалії, що побоювалися розорення своїх колоній від негайного припинення надходження темношкірих рабів, а почасти й Франції, що не бажала посилення морської могутності Англії і приниження власного прапора наданням, у мирний час, англійським крейсерам права огляду і обшуку підозрілих кораблів, що плавають в африканських водах. Моральне значення засудження негроторговлі двома конгресами було, тим не менш, значним досягненням. Воно вплинуло на поступове висновок усіма морськими державами трактатів, які організували наглядові ескадри і надали договірним сторонам право огляду та арешту підозрілих суден.
У складі британського флоту була утворена спеціальна Західно-Африканська ескадра, що займалася в числі іншого захопленням суден работоргівців.
15 травня 1820 Конгрес США прирівняв работоргівлю до піратства, що карається стратою, однак обшук американських суден іноземними громадянами не допускався. З 1820 року до боротьби з работоргівлею в африканських водах приєдналися кораблі військового флоту США.
Уряд США спробував налагодити вивезення звільнених рабів назад в Африку, де для них була створена спеціальна колонія Ліберія. Аналогічну колонію для звільнених рабів створили в 1843 році на території нинішнього Габону французька влада.
За британо-португальською угодою в Сьєрра-Леоне була утворена спільна комісія для перевірки суден, що займалися або підозрювалися в работоргівлі. Це мало важливе значення, оскільки на португальські колонії на початку XIX століття припадало близько 43 % всього експорту африканських рабів. З червня 1819 до кінця 1840 змішані комісії у Сьєрра-Леоне за участю іспанців, португальців і бразильців розглянули справи про 425 захоплених британської ескадрою суден работоргівців. У ході цих розглядів були звільнені 59 341 рабів.
Оскільки британські кораблі спочатку не мали права захоплювати судна, на яких не знаходили рабів, то багато капітанів суден з рабами стали викидати їх за борт при наближенні британських кораблів. Однак з 1835 року британським капітанам було дозволено затримувати работорговців на підставі непрямих доказів. З посиленням оглядів не погодився уряд Португалії, що вважав, що наявність на борту кайданів і великих котлів для варіння рису не може бути приводом для затримання судна. Проте Велика Британія змусила Португалію 3 липня 1842 підписати договір, що визнавав право на захоплення суден работорговців навіть за відсутності на них рабів. Аналогічні інструкції були в 1849 році дані і американським кораблям.
Усе ж, у країни Південної та Північної Америки, як і раніше, завозилися десятки тисяч африканців. Тільки в Бразилію з 1830 по 1856 рік доставили 760 тис. невільників. Зупинити трансатлантичну работоргівлю могло тільки повне скасування рабовласництва.
З 1840-х років усі європейські кримінальні законодавства вводять суворі кари для рабо- і негроторговців, прирівнюючи работоргівлю до морського розбою. Така постанова містилась і в російському «Уложенні про покарання» (ст. 1411), за яким навіть винні лише в приготуванні і озброєнні корабля для работоргівлі підлягали покаранню, як за складання шайки для розбою. Проект нового кримінального положення не розрізняв цих двох діянь, однаково визначаючи і за те, і за інше каторгу на строк не більше 8 років. Судно, призначене для работоргівлі, і за «Укладенням», і за проектом підлягало конфіскації. Зазначені заходи виявилися, однак, зовсім недостатніми для боротьби з работоргівлею, як не досягла мети і постанова берлінської конференції 1885 року, не тільки заборонялась работоргівля, а і всі морські і сухопутні операції, що доставляють рабів, але й зобов'язують сприяти знищенню работорговців і, зокрема, вживати заходів до того, щоб землі договірних держав у басейні Конго не могли служити ні ринком, ні транспортним шляхом для торгівлі людьми якої б то не було раси.
Після берлінської конференції в Європі, особливо у Франції, Англії та Німеччині, виник сильний протиневільницький рух, на чолі якого стояв французький кардинал Лавіжері; але він мав настільки ж мало практичних наслідків, як і проект Лавіжері про заснування особливого союзу, на зразок середньовічних лицарських орденів, для боротьби з арабами-негроторговцями.
Протягом півстоліття з часу накладення заборони на работоргівлю провідними європейськими державами контроль за його здійсненням обмежувався переважно атлантичним узбережжям Африки, а експорт рабів зі Східної Африки практично не припинявся. З великими труднощами британцям вдалося змусити деяких правителів Східної Африки підписати договори про заборону работоргівлі. У 1848 році така угода підписав емір Маската, а в 1849 році до нього приєдналися вожді племен, що жили на узбережжі Перської затоки. У 1873 році работоргівля була заборонена на Занзібарі.
Однак і після підписання цих угод контроль за їх виконанням був досить слабким. За даними Лібовіца, з Занзібару в район Перської затоки з 1867 по 1869 рік було вивезено 39 645 рабів, в той час як британські кораблі в Індійському океані за цей же час звільнили лише 2645 чоловік.
Складність боротьби з работоргівлею була пов'язана в Африці зі значною площею територій, малодоступних для великих європейських загонів, протистоянням окремих племен, низьким рівнем культури мешканців, серед яких войовничі араби були наприкінці XIX століття прихильниками інституту рабства, який продовжував існувати в мусульманських державах. Число негрів, яких брали в рабство, визначали в мільйон чоловік в рік. Правда, становище рабів серед мусульман визнавалося стерпним, але полювання за неграми всередині Африки і торгівля ними супроводжувалася нелюдськими жорстокостями. Проте збереглися в Африці центри работоргівлі вже не могли зрівнятися за масштабами угод з невільничим ринком, які раніше були втягнуті в трансатлантичну работоргівлю.
Брюссельська конференція 1890 р., зібралася з метою вироблення міжнародної системи заходів до дійсного знищення рабовласництва і работоргівлі в Африці (до постанов її, крім європейських держав, примкнули Персія і Занзібар), виробила наступні заходи боротьби з работоргівлею:
- облаштування укріплених станцій, прокладання залізничних і інших доріг;
- запровадження пароплавних рейсів і телеграфних ліній;
- обмеження ввезення зброї;
- охорона караванів, узбережжя і висот;
- спорядження летючих загонів для захисту тубільців;
- сприяння місіям і науковим експедиціям;
- прийняття всіх рабів-утікачів на судна та станції договірних держав і дарування їм свободи.

У Росії закон 1893 р. підпорядкував особливому нагляду, згідно з постановами брюссельської конференції, вивезення зброї і бойових припасів на територію африканського материка, обмежену 20 паралеллю північної і 22 паралеллю південної широти, і на острови, віддалені не далі 100 морських миль від цієї частини материка. Разом з тим, визнавалася обов'язок російського уряду карати за работоргівлю та іноземців, які потрапили в руки російської вдали.

## Сучасний стан
Сьогодні работоргівля існує в деяких країнах в Азії, Африці, Східній Європі і Латинській Америці. Наприклад, у Нігері основними посередниками в торгівлі рабами є туареги. За даними організації Timidria, в 2003 р. в Нігері в рабстві перебувало 870000 осіб.
У боротьбі з сучасною работоргівлею беруть участь неурядові організації, як наприклад, організація Association for Community Development (Бангладеш), Bonded Liberation Front (Індія), Anti-Slavery International (США).